# إبراهيم سعده
إبراهيم سعده (3 نوفمبر 1937 - 12 ديسمبر 2018)، صحفي مصري.

## حياته
- ولد إبراهيم علي سعدة في 3 نوفمبر عام 1937 في مدينة بورسعيد، في بداية حياته قضي عدة سنوات بسويسرا حيث درس الاقتصاد السياسي، وهناك أراد العمل مراسلاً صحفيًا لأي صحيفة مصرية، واستطاع أن يعمل مراسلاً صحفيًا لأخبار اليوم في جنيف.[3]
- تلقى تعليمه بمراحله المختلفة بمدارسها فحصل على الابتدائية والإعدادية والثانوية.[4]
- طوال حياة سعدة التعليمية كانت الصحافة هي كل شيء في حياته فشارك في مجلة المدرسة الثانوية، ثم شارك مع أصدقائه مصطفى شردي، وجلال عارف، وجلال سرحان العمل بمجلة بورسعيد الأولى (الشاطئ).
- عمل قبل حصوله على الشهادة الثانوية مراسلًا لعدد من الصحف والمجلات القاهرية منها مجلة (الفن، سندباد، الجريمة).
- بعد حصوله على الشهادة الثانوية سافر إلى سويسرا، حيث درس الاقتصاد السياسي هناك، وعاش 12 عامًا في أوروبا، وقبل أن يعود إلى مصر كان قد تزوج وأصبح رب أسرة.\

## مسيرته
- في سويسرا أراد العمل مراسلًا صحفيًا لأي صحيفة مصرية، وخلال زيارة سريعة لمصر التقى بصديقه مصطفى شردي الذي أصبح مديرًا لمكتب دار أخبار اليوم في بورسعيد، وكان مصطفى شردي على علاقة طيبة بالأخوين علي أمين ومصطفى أمين فعرض على مصطفى شردي أن يعمل مراسلًا صحفيًا لأخبار اليوم في جنيف، وتحمس شردي للفكرة وحصل على وعد للقاء علي أمين.[5][6]
- التقى إبراهيم سعدة ومصطفى شردي بعلي أمين، وعرض عليه تحقيقًا كان قد كتبه عن مشكلة الحاصلين على الثانوية وليست لهم أماكن في الجامعات المصرية، فأُعجب به علي أمين ووافق على تدريبه كمراسل صحفي في جنيف، بل من شدة إعجابه قام معهما إلى مكتب مصطفى أمين، وقال له عنه: «هذا الأستاذ قماشة ممتازة سنفصل منها صحفي كويس جدًا في المستقبل»، وطلب منه مصطفى أمين أن يرسل لهم موضوعات ليتم نشرها في مجلة (آخر ساعة)، وصحيفة (أخبار اليوم) الأسبوعية، وصحيفة (الأخبار) اليومية وأن تكون موضوعاته عن الشباب.
- بدأ في إرسال التحقيقات والموضوعات إلى أخبار اليوم، وكان يتلقى رسائل خاصة من علي ومصطفى أمين تحمل رأيهما فيما يقدمه من مواد وكانت كلها تحمل دروسًا غاية في الأهمية تعلم منها الصحافة، وكان يتلقى منهما أيضًا برقيات تشجعه إذا قدم تحقيقًا جيدًا أو موضوعًا جديدًا.
- استطاع إبراهيم سعدة أن يحقق خبطة صحفية سياسية حولت مجرى حياته عندما طلب منه مصطفى أمين تغطية خبر لجوء جماعة النحلاوي سياسيًا إلى سويسرا، وذلك بعد حدوث الانفصال بين مصر وسوريا، ونجح في اجتياز هذا الاختبار الصعب، والتقى بجماعة النحلاوي وحصل منهم على تفاصيل مثيرة عن مؤامرة الانفصال وحقيقة تمويل الملك سعود لعملية الانفصال.[7]
- في اليوم التالي صدر قرار تعيين إبراهيم سعده رسميًا في أخبار اليوم اعتبارًا من 24 إبريل عام 1962 وأيضًا تم صرف مكافأة مالية كبيرة له تقديرًا على الخبطة الصحفية.[8]
- في أخبار اليوم تولى العديد من المناصب مثل: رئيس قسم التحقيقات الخارجية، ونائب رئيس التحرير، ورئيس التحرير ورئيس مجلس إدارة دار أخبار اليوم، كما اشتهر بكتابة عموده (آخر عمود).[9]
- تولى أيضًا رئاسة تحرير صحيفة مايو ليصبح أول صحفي يجمع بين رئاسة تحرير صحيفة قومية (أخبار اليوم) وصحيفة حزبية (مايو).[10]
- في أخبار اليوم تولى العديد من المناصب مثل: رئيس قسم التحقيقات الخارجية، ونائب رئيس التحرير، ورئيس التحرير ورئيس مجلس إدارة دار أخبار اليوم، كما اشتهر بكتابة عموده «آخر عمود». تولى أيضًا رئاسة تحرير صحيفة مايو (صحيفة الحزب الوطني) ليصبح أول صحفي يجمع بين رئاسة تحرير صحيفة قومية (أخبار اليوم) وصحيفة حزبية (مايو).[11][12]